# لاگرکویست ۲۸۷۵
سیارک ۲۸۷۵ (به انگلیسی: 2875 Lagerkvist، نامگذاری:1983CL) دو هزار و هشتصد و هفتاد و پنجمین سیارک کشف شده‌است که در ۱۱ فوریه ۱۹۸۳ کشف شد.
قدر مطلق سیارک برابر ۱۲٫۲۰ است.